# Maamendhoo (Laamu-atol)
Maamendhoo is een van de bewoonde eilanden van het Laamu-atol behorende tot de Maldiven.

## Demografie
Maamendhoo telt (stand maart 2007) 563 vrouwen en 560 mannen.